# Gustav Herold
Pour les articles homonymes, voir Herold.

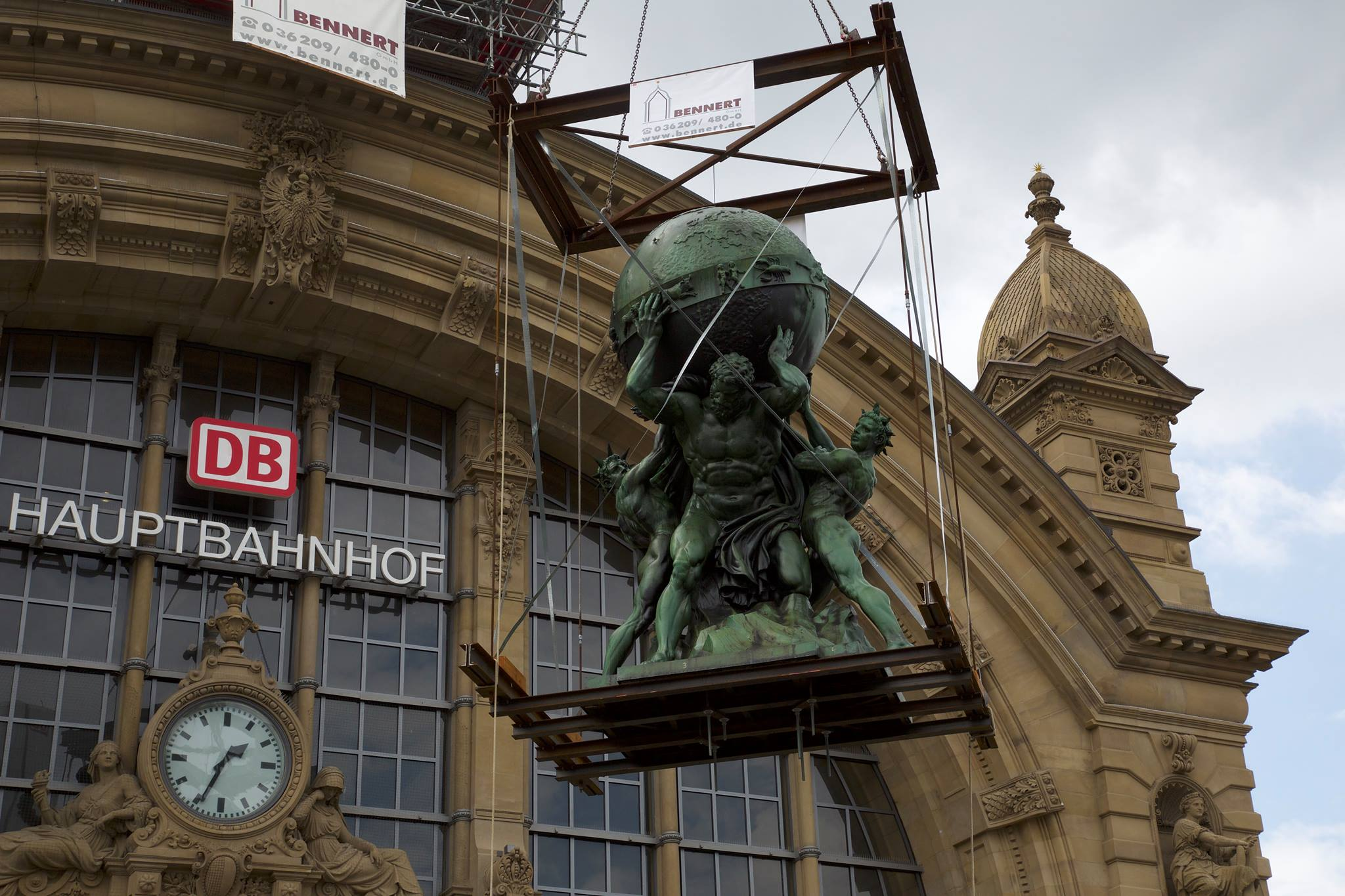
Gare centrale de Francfort Groupe de figures "Atlas, portant le globe, soutenu par la vapeur et l'électricité".

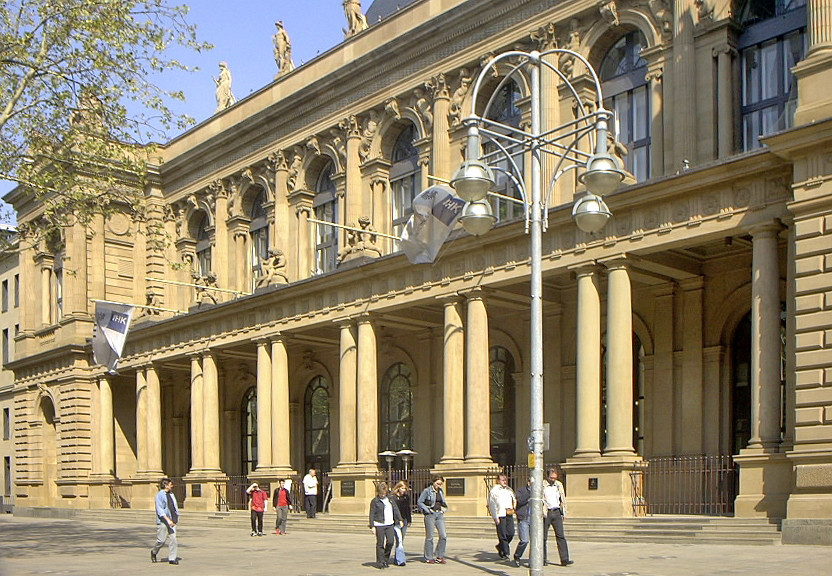
Six sculptures au-dessus de la loggia de la Börse Frankfurt.

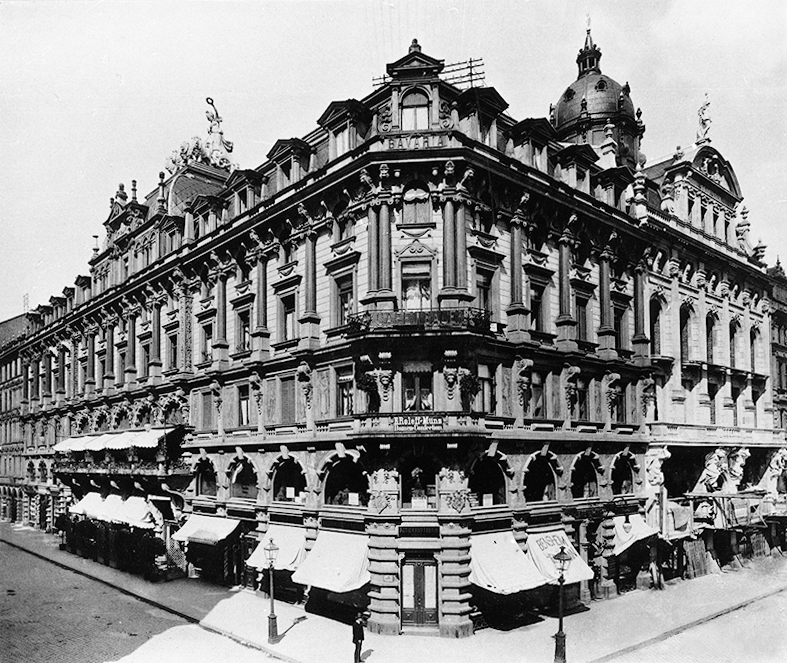
Maison de la Bavière à Francfort, endommagée par la guerre, avec sur le toit une statue monumentale de la Bavière sur un quadrige de lion.

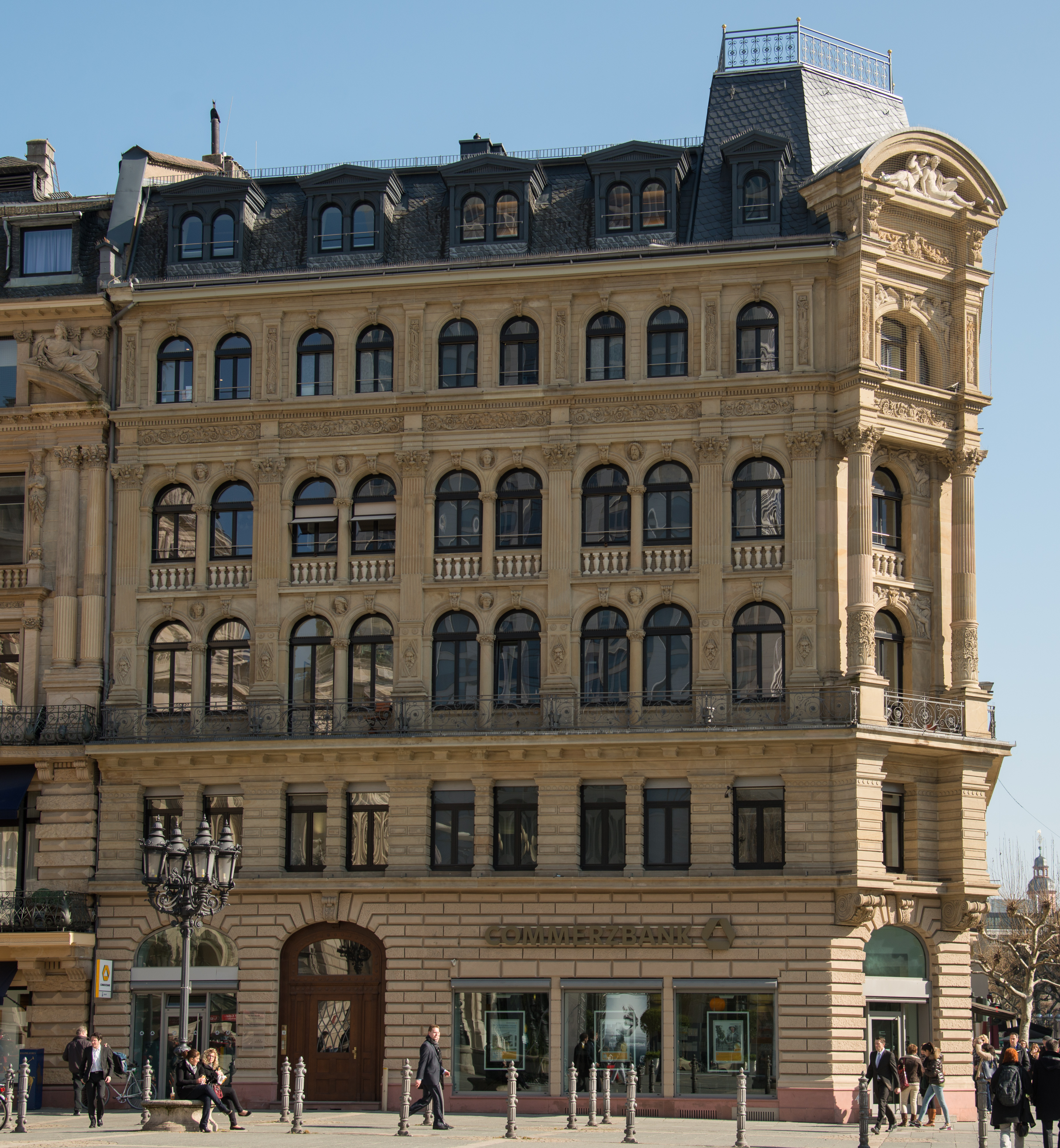
Sculptures dans le pignon semi-circulaire du bâtiment résidentiel et commercial de l'Opernplatz 6, construit en 1881 comme bâtiment de façade.

Gustav Karl Martin Herold, né le 23 février 1839 à Liestal dans le canton de Bâle-Campagne et mort le 4 février 1927 à Francfort-sur-le-Main, est un sculpteur suisse.

## Biographie

### Jeunesse et formation
Né le 23 février 1839 à Liestal, en Suisse de parents francfortois, Gustav Karl Martin Herold se forme dans un atelier de sculpture sur ivoire à Darmstadt à partir de 1854. Gustav Herold se tourne ensuite vers la sculpture. De 1858 à 1860, il étudie à l'Institut des arts de Städel sous la direction de Johann Nepomuk Zwerger, puis de 1862 à 1866 à l'Académie des arts de Vienne.

### Carrière
De 1867 à 1872, il vit alternativement à Munich et à Francfort-sur-le-Main, puis à Francfort de manière permanente à partir de 1872. Il a son premier atelier à Francfort dans la Steinernes Haus ; plus tard, il dirige des ateliers dans la Deutschordenshaus à Sachsenhausen, dans la Villa Hallgarten et dans la Bockenheimer Landstraße, à Gudden dans la Kettenhofweg, sur Rechneigraben et dans la Saalburgallee.
À Munich, Gustav Herold réalise des sculptures en ivoire pour le roi Louis II de Bavière, à Francfort de nombreuses sculptures pour des bâtiments publics, dont les figures Tragédie, Comédie, Danse pour l'opéra de la ville, des monuments funéraires ainsi qu'un certain nombre de portraits-bustes, dont une statuette en bronze d'Ernst Haeckel à Iéna. L'œuvre la plus connue à Francfort est le groupe de figures d'Atlas sur le portail d'entrée de la gare centrale de Francfort.

### Mort
Gustav Herold meurt le 4 février 1927 à Francfort-sur-le-Main, à l'âge de 87 ans. Il est inhumé dans le cimetière principal de Francfort. La tombe répertoriée se trouve à Gewann XII, GG 80a.

## Hommage
En 2016, un collectif d'artistes et d'entrepreneurs se réunissent pour créer un mémorial pour Gustav Herold. Le mémorial est constitué d'une pierre de grès provenant de la façade de la gare centrale de Francfort (cette pierre a dû être remplacée par une nouvelle pierre lors de la rénovation de la façade) et d'un buste en bronze placé au sommet de la pierre. En 2019, la pierre est érigée dans la zone d'entrée de la tour d'argent avec le soutien de la Deutsche Bahn,.

## Œuvres
- Tombe et lieu de sépulture de Sébastien De Neufville (1545-1609) dans le Peterskirchhof de Francfort-sur-le-Main. Gustav Herold a reconstruit la tombe.
- 1908 - Jena, Berggasse, buste d'Ernst Haeckel dans le jardin de la "Villa Medusa".
- 1883 - Couronnement du toit par une puissante sculpture de la Bavière sculptée en zinc et debout sur un quadrige de lion, sur le bâtiment commercial Bavaria-Haus Schillerstraße à l'angle de la Schillerplatz à Francfort, qui a été détruit pendant la guerre. Le bâtiment a été commandé par les frères Krause de Mayence et leur architecte était Simon Ravenstein.
- 1886/87 - Le groupe figuratif "Atlas, portant le globe, soutenu par la vapeur et l'électricité", pesant 4,5 tonnes, 6,5 m de haut. Atlas est Titan (dieu grec), géant sous forme humaine. Le 1er mai 1889, le groupe Atlas a été placé sur le toit de la gare centrale de Francfort au cours d'une procédure de 45 minutes. Les chiffres ont été remis à neuf par la Deutsche Bahn en 2014 pour 200 000 euros[5].
- 1878 - Six sculptures au-dessus de l'entrée de la bourse de Francfort. Une paire pour le bureau de poste avec corne et sac postal, pour le commerce, pour la navigation avec un bateau, pour le chemin de fer avec une locomotive, pour l'industrie ainsi qu'une paire de figurines pour la télégraphie.
- 1875-1880 - Sculptures pour le vieil opéra de Francfort. Les deux figures féminines sur l'acrotère du fronton au-dessus du portail d'entrée sont de Herold : à gauche se trouve sa sculpture de Recha, la fille présumée de Nathan le Sage, la dernière œuvre de 1779 de Gotthold Ephraim Lessing. À droite, sa sculpture de Donna Isabella, princesse de Messine, tirée de la tragédie de Friedrich Schiller de 1803, La Fiancée de Messine ou les Frères Hostiles. Sur le côté sud du bâtiment, des allégories de la poésie (femme avec lyre), de la danse (femme avec tambourin), de la comédie (femme avec masque) et de la tragédie (femme avec masque) se trouvent dans des niches. Il a également créé quelques-uns des 24 médaillons situés au-dessus des axes des fenêtres de la façade principale et des quatre risalites latéraux avec des portraits de poètes et de compositeurs célèbres de toutes les époques, ainsi que la sculpture de Goethe plus grande que nature dans l'arcade extérieure droite du portail principal. Ses personnages de l'intérieur, Colère et Tempérancedans l'escalier et un Genius avec un trombone dans l'avant-scène, ont été victimes de la destruction de l'opéra pendant la Seconde Guerre mondiale.
- Ses sculptures se trouvent dans le pignon semi-circulaire de l'immeuble résidentiel et commercial Opernplatz 6, construit en 1881 comme bâtiment principal par l'architecte Franz Jacob Schmitt (1842, Worms - 1922, Darmstadt).
- 1900 - Francofurtia pour le Schauspielhaus
- 1902 - Figures en grès "Maître de chai" et "Vigneron", au-dessus de l'entrée de la Ratskeller du Römer, Francfort-sur-le-Main.
- Quelques portraits en buste, entre autres, de Conrad Binding (de), Hermine Claar-Delia (de), Lazarus Geiger (de), Rudolf Gudden (de), Charles Hallgarten (de), Paul von Hindenburg, Thessa Klinkhammer (de), Ingo Krauss, Johann Christian Gustav Lucae (de), Louise von Rothschild (de), Hermann Schramm (en), Heinrich Siesmayer, Adam Strohecker, Carl Vogt et Richard Wagner ainsi que Friedrich Stoltze (de).